# Fédération internationale des associations d'étudiants en médecine
 (juin 2024).
La Fédération internationale des associations d'étudiants en médecine, plus souvent désignée par le sigle IFMSA (pour l'anglais International Federation of Medical Student's Associations) est une fédération regroupant des associations d'étudiants en médecine du monde entier, afin de partager idées et expériences. Des représentants associatifs de tous pays se regroupent en congrès deux fois par an afin de discuter sur des sujets aussi divers que les études médicales, la démographie médicale, la santé publique ou la solidarité internationale.
Elle s'organise en six comités différents : 
- SCOME : Standing Committee on Medical Education
- SCOPE : Standing Committee on Professional Exchanges
- SCORE : Standing Committee on Research Exchanges
- SCOPH : Standing Committee on Public Health
- SCORA : Standing Committee on Sexual and Reproductive health including HIV/AIDS
- SCORP : Standing Committee on Human Rights and Peace.

## Programme SCOPE
Aujourd'hui 20 UFR en France participent au programme d'échange SCOPE : Amiens, Besançon, Bobigny, Bordeaux, Caen, Clermont-Ferrand, Créteil, Grenoble, Lille, Marseille, Montpellier, Nice, Paris 7, Paris Ouest, Poitiers, Reims, Saint-Étienne, Dijon, Toulouse et Tours;
et quatre participent à SCORE : Marseille, Montpellier, Rouen et Toulouse.
Ce programme fonctionne grâce aux Comités Locaux (Local Committee) constitués d'étudiants en médecine bénévoles qui coordonnent ces échanges au niveau local : ce sont des LEO's et LORE's (Local Exchange Officer and Local Officer on Research Exchange).
Ce sont les interlocuteurs indispensables entre le responsable national (NEO ou NORE) et les étudiants en médecine de leur UFR qui partent, les Outgoings, et ceux qui viennent, les Incomings.
Ces échanges respectent trois grands principes : ils sont bilatéraux, les stages ne sont pas rémunérés, et les échanges sont gratuits : les étudiants sont pris en charge par le comité local en termes de logement, transport et nourriture.
De plus, chaque comité local organise un programme social pour améliorer l'intégration de l'étudiant dans sa ville d'accueil et lui faire découvrir le patrimoine et les cultures locales : musées, spectacle, repas gastronomiques, sorties étudiantes, etc. Chaque ville organise ce programme social comme il le veut.

## Congrès de l'IFMSA
| Titre        | date      | Pays                 | Ville                                 |
| ------------ | --------- | -------------------- | ------------------------------------- |
| MM2024       | Mars 2024 | Équateur (pays)      | Quito                                 |
| AM2023       | Aout 2023 | Inde                 |                                       |
| MM2023       | Mars 2023 | Estonie              |                                       |
| AM2022       | Aout 2022 | Turquie              |                                       |
| MM2022       | Mars 2022 | N. Macedonia         |                                       |
| AM2021       | Aout 2021 | Panama               |                                       |
| MM2021       | Mars 2021 | Online Event         |                                       |
| AM2020       | Aout 2020 | Online Event         |                                       |
| MM2020       | Mars 2020 | Rwanda               |                                       |
| AM2019       | Aout 2019 | Taïwan               |                                       |
| MM2019       | Mars 2019 | Slovénie             |                                       |
| AM2018       | Aout 2018 | Canada               |                                       |
| MM2018       | Mars 2018 | Égypte               |                                       |
| AM2017       | Aout 2017 | Tanzanie             |                                       |
| MM2017       | Mars 2017 | Montenegro           |                                       |
| AM2011       | Août 2011 | Danemark             | Copenhague (60e anniversaire d'IFMSA) |
| MM2011       | Mars 2011 | Indonésie            | Jakarta                               |
| AM2010       | Août 2010 | Canada               | Montréal                              |
| MM2010       | Mars 2010 | Thaïlande            | Bangkok                               |
| AM2009       | Août 2009 | Macedoine            | Ohrid                                 |
| MM2009       | Mars 2009 | Tunisie              | Hammamet                              |
| AM2008       | Août 2008 | Jamaïque             | Ocho Rios                             |
| MM2008       | Mars 2008 | Mexique              | Monterrey                             |
| AM2007       | Août 2007 | Royaume-Uni          | Canterbury                            |
| MM2007       | Mars 2007 | Australie            | Mandurah                              |
| AM2006       | Août 2006 | Serbie               | Zlatibor (55e anniversaire d'IFMSA)   |
| MM2006       | Mars 2006 | Chili                | Pucón                                 |
| AM2005       | Août 2005 | Égypte               | Hurghada                              |
| MM2005       | Mars 2005 | Turquie              | Antalya                               |
| AM2004       | Août 2004 | Macédoine            | Ohrid                                 |
| MM2004       | Mars 2004 | Venezuela            | Margarita                             |
| AM2003       | Août 2003 | Pays-Bas             | Egmond aan Zee                        |
| MM2003       | Mars 2003 | Estonie              | Pärnu                                 |
| AM2002       | Août 2002 | Taïwan               | Taipei                                |
| MM2002       | Mars 2002 | Serbie-et-Monténégro | Kopaonik                              |
| ITCMS-GA2001 | Août 2001 | Danemark             | Aalborg (50e anniversaire d'IFMSA)    |
| EOM2001      | Mars 2001 | Malte                | La Valette (Bugibba)                  |
| GA2000       | Août 2000 | Portugal             | Porto                                 |
| EOM2000      | Mars 2000 | Finlande             | Kuopio                                |

(Abréviations : AM = August Meeting, MM = March Meeting, GA = General Assembly, ITCMS = International Training Congress for Medical Students, EOM = Exchange Officer Meeting)